# Rendufe (Amares)
Rendufe ist eine Gemeinde im Norden Portugals.

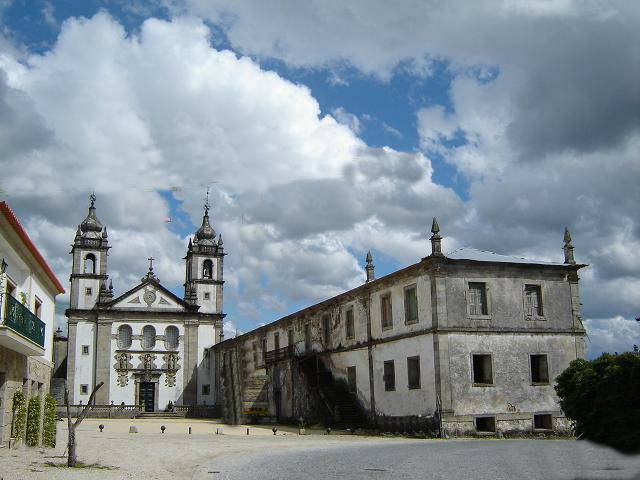
Kloster Santo André in Rendufe

Rendufe gehört zum Kreis Amares im Distrikt Braga, besitzt eine Fläche von 3,1 km² und hat 1080 Einwohner (Stand 19. April 2021).

## Bauwerke
- Mosteiro de Santo André de Rendufe